# دون كارتر (لاعب البولنغ)
دون كارتر (بالإنجليزية: Don Carter)‏ هو لاعب البولنغ ‏ أمريكي، ولد في 29 يوليو 1926 في ميزوري في الولايات المتحدة، وتوفي في 5 يناير 2012.

## وصلات خارجية
- دون كارتر على موقع الموسوعة البريطانية (الإنجليزية)